# Buddy Rich
Bernard "Buddy" Rich (30. září 1917, Brooklyn, New York, New York, USA – 2. dubna 1987, Los Angeles, Kalifornie) byl americký jazzový bubeník a kapelník. Buddy Rich je označován za jednoho z nejgeniálnějších světových bubeníků a jeho hra se vyznačovala virtuózní technikou, brilancí, strhujícím nábojem a nápaditostí.

## Život
Narodil se do rodiny herců vaudeville Roberta a Bess Richových. Jeho talentu pro rytmus si poprvé všiml jeho otec, když pouze rok starý Buddy dokázal držet přesný rytmus cinkáním lžícemi. A v 18 měsících již vystupoval jako zázračné dítě ve vaudevillu. Na vrcholu své dětské kariéry byl údajně druhým nejlépe placeným dětským účinkujícím na světě (po Jackie Cooganovi). V jedenácti poprvé zakládá svoji hudební skupinu. Nedostalo se mu žádného profesionálního školení, on sám tvrdil, že by to degradovalo jeho přirozený talent. Dokonce prohlašoval, že nepotřebuje cvičit a veškerou zběhlost dosáhl pouze vystupováním. Ale jak sám přiznává, byl ovlivněn a inspirován hrou Chicka Webba, Gene Krupy, Dave Tougha a Jo Jonese.
Jazz začal hrát v roce 1937 s klarinetistou Joe Marsalem, potom vystupoval s Bunny Beriganem (1938) a Artie Shawem (1939). Roku 1939 Rich učil na bicí mladého Mela Brookse a přesvědčil Artie Shawa, aby povolil třináctiletému Brooksovi navštěvovat nahrávací frekvence na Manhattanu.